# Lakótorony
A lakótorony főleg középkori európai városi környezetben épült, védelmi és lakáscélokat egyaránt szolgáló építmény, amely alkalmas volt nagyurak családjának és népes kíséretének elhelyezésére és szükség esetén megvédelmezésére, illetve esetleg más városi hatalmi központok elleni támadó műveletek kiindulópontjának is.
A lakótornyok alkalmazásának szép példái figyelhetők meg sok olasz városban, így San Gimignanóban vagy Tivoliban is, ahol százas nagyságrendben épültek ilyenek a 11-13. századokban. Földszinti bejáratuk nem is volt, csak egy magasabban elhelyezkedő nyíláson keresztül lehetett megközelíteni őket, az épületbe bevonható létrákon keresztül. A torony tetején fedett tetőterasz volt, itt tárolták az esetleges ostrom idejére a tartós élelmiszert. Tivoli városában máig fennmaradt mintegy száz ilyen épület, és bár ma már általában összeépültek más házakkal, várfalakkal, némelyikük jól megfigyelhető.
A középkori európai lakótornyokhoz nagyon hasonló formájú és rendeletetésű, azaz raktárként, lakóházként és védelmi erődítményként is funkcionáló épületeket emeltek a 12-13. században Grúzia egyik történelmi régiója, Szvanéti falvaiban is. Különösen híresek a 2200 méter magasan fekvő Usguli falu, valamint Chazhashi lakótornyai. Az utóbbi településen több mint 200 ilyen torony maradt fenn.